# Mora (kommun i Spanien, Kastilien-La Mancha, Province of Toledo, lat 39,69, long -3,74)
Mora är en kommun i Spanien.   Den ligger i provinsen Toledo och regionen Kastilien-La Mancha, i den centrala delen av landet, 80 km söder om huvudstaden Madrid. Antalet invånare är 10 466. Arean är 170 kvadratkilometer.
Terrängen i Mora är huvudsakligen lite kuperad.